# Rock Band
Rock Band er en musisk computerspilserie udviklet af Harmonix Music Systems og MTV Games, og udgivet af Electronic Arts til blandt andet PlayStation 2, PlayStation 3, Wii, og Xbox 360 spilkonsollerne. For nylig, er en PSP-version er desuden blevet annonceret. Serien bygger videre på Harmonix tidligere spilserie, Guitar Hero, og tillader op til fire spillere at spiller sammen, ved hjælp af specielle kontrollere, der er udformet som instrumenterne guitar, trommer og mikrofon.
Det første spil i serien, Rock Band, blev udgivet i 2007 til Xbox 360, PlayStation 3, Wii og PlayStation 2.
Rock Band 2 blev udgivet i 2008 til de samme konsoller som dets forgænger.